# ムラミン酸
ムラミン酸（Muramic acid）は糖酸の一つ。ペプチドグリカンでN-アセチル誘導体として天然に生成する。